# Antônio Gonçalves Ferreira
Antônio Gonçalves Ferreira (Recife, 26 de setembro de 1846 — Rio de Janeiro, 11 de agosto de 1931) foi um professor, advogado e político brasileiro.
Nasceu em Recife, Pernambuco, em 26 de setembro de 1846. Filho de Antônio Gonçalves Ferreira Cascão e Maria Josefa Vianna. Seu avô paterno Manoel Gonçalves Cascão era português, nascido na freguesia de Santa Eulália de Beiriz, no interior do Porto.
Atuou como delegado de polícia, curador de órfãos, promotor público e chefe de seção da Secretaria do Governo. Na política, foi deputado geral (1881), deputado provincial (1883, 1885 e 1887) e presidente da província de Minas Gerais (1888).
Já no período republicano, elegeu-se deputado federal (1891) e foi convidado por Prudente de Morais a assumir o cargo de ministro da Justiça e Negócios Interiores (1894-1896). Foi ainda senador por Pernambuco (1897), governador do mesmo estado (1900), novamente senador (1904), e deputado federal (1925). Morreu no Rio de Janeiro em 11 de agosto de 1931.
Foi casado com Benevenuta Marinho Cavalcanti de Albuquerque Mello, filha do fazendeiro Francisco Marinho Cavalcanti de Albuquerque Mello e de Josefa Francisca Pessoa de Melo, sendo a mesma, descendente de famílias tradicionais pernambucanas como os Rêgo Barros e os Cavalcanti de Albuquerque. 
Seu genro Joaquim Ferreira de Salles foi também deputado federal de 1915 a 1930.
Faleceu no Rio de Janeiro em sua casa de angioesclerose generalizada e está enterrado no Cemitério de São João Batista no bairro de Botafogo.